# Hunter Pence

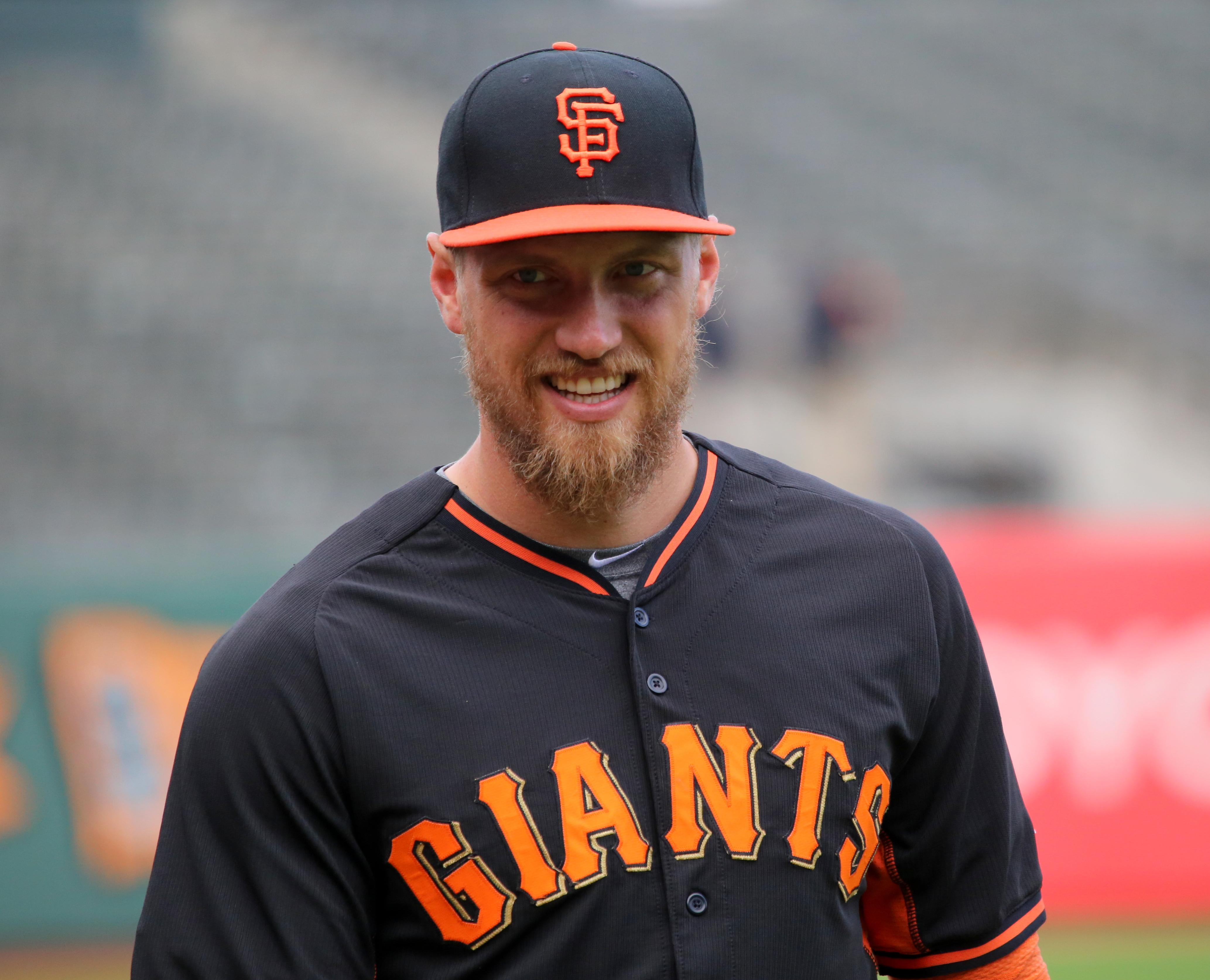
Hunter Pence, 2015.

Hunter Andrew Pence, född 13 april 1983 i Fort Worth i Texas, är en amerikansk före detta professionell basebollspelare som spelade som rightfielder för Houston Astros, Philadelphia Phillies, San Francisco Giants och Texas Rangers i Major League Baseball (MLB) mellan 2007 och 2020.
Han draftades av Milwaukee Brewers i 2002 års MLB-draft men valde istället att studera på University of Texas at Arlington och spela för deras idrottsförening UT Arlington Mavericks. Två år senare blev han åter draftad men den här gången av Houston Astros.
Pence vann World Series för säsongerna 2012 och 2014.